# S1PR1
گیرندهٔ شمارهٔ ۱ اسفنگوزین-۱-فسفات (انگلیسی: Sphingosine-1-phosphate receptor 1) یا به اختصار S1PR1، که با نام ژن ۱ تمایزیابی لایهٔ درون‌رگی (EDG1) هم شناخته می‌شود، یک پروتئین است که در انسان توسط ژن «S1PR1» کُدگذاری می‌شود.
S1PR1 یک گیرنده جفت‌شونده با پروتئین جی است که به مولکول پیام‌رسان اسفنگوزین-۱-فسفات متصل می‌شود و خودش از اعضای خانوادهٔ گیرنده اسفنگوزین-۱-فسفات است که ۵ عضو دارد.
این مولکول در آغاز به صورت نسخه‌های رونویسی فراوان در لایهٔ درون‌رگی کشف شد و بعدها مشخص شد که نقش مهمی در تنظیم ساختار اسکلتی، حرکت، ایجاد شبکه و بلوغ عروقی این لایه دارد.
فعال‌شدن S1PR1 در رشد و تنظیم گلبول‌های سفید به‌شدت دخیل است و در تنظیم سیستم ایمنی بدن نیز نقش دارند و مستقیماً در سرکوب دستگاه ایمنی ذاتی توسط لنفوسیت‌های تی دخالت دارد.

## اهمیت بالینی

### سرطان
این گیرنده در حرکت سلول‌های سرطانی در اثر تحریک اسفنگوزین-۱-فسفات نقش دارد.

### ام‌اس
S1PR1 در بیماری ام‌اس نیز نقش دارد و داروی فینگولیمود که یک تنظیم‌کنندهٔ این گیرنده است، برای درمان ام‌اس پذیرفته شده‌است. فن دورن و همکاران در سال ۲۰۱۰ میلادی دریافتند که بیان S1PR1 (و همچنین S1PR3) در آستروسیت‌های هیپرتروفیک در ضایعات فعال و غیرفعال ام‌اس به میزان زیادی افزایش می‌یابد.